# Markéta Martiníková
Markéta Martiníková (* 12. dubna 1987 Opava), rozená Švábová, je česká zpěvačka a herečka.

## Životopis
Už od útlého věku hrála ve Slezském divadle v rodné Opavě, kde také absolvovala gymnázium. V roce 2012 vystudovala muzikálové herectví na Divadelní fakultě Janáčkovy akademie múzických umění v Brně. V průběhu studia na JAMU se zúčastnila stáže v polském Krakově na Vysoké divadelní škole Ludwika Solskiego, aby tam zdokonalila své herecké schopnosti.
Po návratu z roční stáže se stala členkou herecké laboratoře D'epog v Brně, s výjezdovým divadelním souborem začala vystupovat po republice a jako host vystupovala ve Slezském divadle.
Po přestěhování do Prahy začala účinkovat v epizodních rolích v seriálech První oddělení, Kriminálka Plzeň, Doktoři z Počátků, v sitcomu Autobazar Monte Carlo a opakovaně se objevuje i v seriálu Ordinace v růžové zahradě.
Rovněž si zahrála v muzikálech Marie Antoinetta – královna Francie,  Mýdlový princ a Rent.
Začala také vystupovat v divadle Kalich jako knihovnice Sandra v muzikále Srdcový král a zároveň ji mohou spatřit diváci TV Noe, kde moderuje talk show Misie na Živo.
V prosinci 2015 vydala svoje první vánoční CD – Vánoce s láskou, se kterým vyrazila na adventní turné po 6 městech ČR.

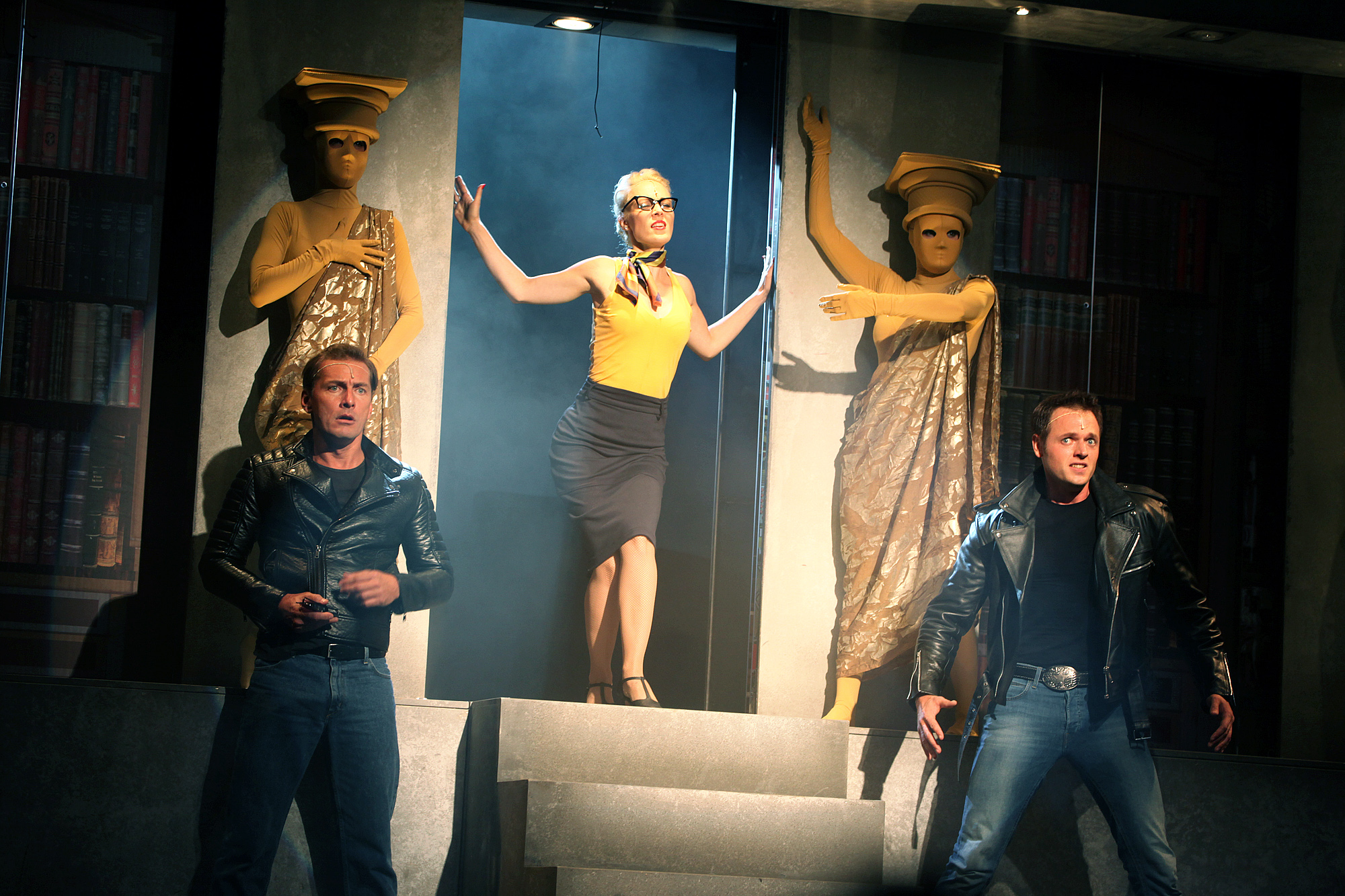
Markéta Martiníková – Srdcový král

## Divadlo
- Děti ráje – role Kájina, kde: Kongresové centrum Praha
- Liduschka Baarová – role: company, kde: Divadlo J.K.Tyla
- Srdcový král – role: Sandra, kde: Divadlo Kalich
- Antoinetta – královna Francie – role: company, kde: Divadlo Hybernia
- Mýdlový princ – role: Linda a company, kde: Divadlo Broadway
- Othello – role: Bianca, kde: Prague Shakespeare Company, Divadlo Kolowrat
- Sluha dvou pánů – role: Klárinka, kde: Divadlo Bez hranic
- Into The Woods – role: Florinda, Rapunzel, kde: Divadlo Kolowrat
- DONAHA! – role: Joanie, kde: Slezské divadlo Opava
- Dva muži v šachu – role: Gulietta, kde: Divadlo Bez hranic
- Much ado about nothing – role: Česká guvernantka, kde: Divadlo Kolowrat (Prague Shakespeare Company)
- Prezidentky – role: Symbol, kde: Divadlo Bez hranic
- Probuzení jara – role: Marta, PWST Krakow
- Rent – role: Žena, kde: Divadlo Na prádle

## Televize
- 2011 – současnost – Moderátorka televizního pořadu Misie na Živo na TV Noe, denní hlasatelka
- 2013 – První oddělení, role Barmanka
- 2014 – Ordinace v růžové zahradě
- 2014 – Doktoři z Počátků, role Stáňa Barešová
- 2015 – Kriminálka Plzeň, role Vanda Vítová
- 2015 – Ordinace v růžové zahradě, role Klára Fabiánová
- 2015 – Autobazar Monte Carlo, role manželka
- 2015 – film Allmen, role poštovní úřednice
- 2016 – seriál Drazí sousedé – role Dívka z velkoměsta
- 2016 – seriál Spravedlnost – role milenka
- 2016 – Přístav, role Selfíčkářka
- 2016 – Ordinace v růžové zahradě, role Klára Fabiánová
- 2016 – vystoupení na finále Miss Aerobik (O2 Sport)
- 2017 – Soudkyně Barbara (TV Barrandov)

## Hudba
- 2012 – 2014 – stáž s kapelou Bells, Bad Gastein – Rakousko
- 2013 – ABBA revival
- 2014 – kapela Kolorez
- 2015 – vlastní sólové turné „Adventní koncerty filmových a muzikálových melodií“ po ČR
- 2015 – Křest CD „Vánoce s láskou“
- 2016 – vánoční koncert Opava
- 2017 – Free Budget – zakládající členka dívčí kapely
- Behind The Door, In, Metropolitní symfonický orchestr v Brně, SMU…